# Sveti Lenart, Škofja Loka
Sveti Lenart (krajše Sv. Lenart) je naselje v Občini Škofja Loka, ustanovljeno leta 1998 iz dela naselja Golica. Leta 2004 se mu je priključilo dotlej samostojno naselje Lenart nad Lušo. Leta 2015 je živelo v Svetem Lenartu 115 prebivalcev.